# Łomna (Basses-Carpates)
Pour les articles homonymes, voir Łomna.
Łomna est une localité polonaise de la gmina de Bircza, située dans le powiat de Przemyśl en voïvodie des Basses-Carpates.